# Nicole da Silva (Sängerin)
Nicole da Silva (* 4. Juli 1982 in Portugal, Queirela de Bodiosa, Viseu) ist eine deutsche Popsängerin, Moderatorin, Schauspielerin, Model und ehemalige „Cyber Miss“.

## Leben und Karriere
Die gebürtige Portugiesin, deren Eltern nach Deutschland ausgewandert sind, erblickte im Juli 1982 als jüngstes von zwei Kindern das Licht der Welt. Sie lebte zusammen mit ihren Eltern und ihrem zehn Jahre älterer Bruder Manuel Costa da Silva in der nordhessischen Kleinstadt Bad Arolsen und wurde zweisprachig erzogen. Neben Portugiesisch und Deutsch spricht da Silva auch noch Italienisch, Spanisch, Englisch und ein wenig Französisch.
Nicole da Silva kam im Alter von neun Jahren durch ihren Onkel zur Musik und zu ihrer ersten Band Renacia. Neben dem Gymnasium tourte sie an Wochenenden mit ihrer portugiesischen Band durch Deutschland und sammelte dadurch erste Bühnenerfahrungen. Mit 13 Jahren kaufte sie sich ihre ersten Playback-CDs, die sie zuhause einstudierte. Ein Jahr später startete sie ihre Solokarriere und wurde erstmals bei Sony Music/Berlin Records unter Vertrag genommen. Sie brach das Gymnasium mit der Mittleren Reife ab und nahm privat Gesangsunterricht. 1999 war sie mit ihrer Debütsingle sechs Wochen in den Charts vertreten. Sie trat vor 15.000 Zuschauern bei The Dome auf. Im Jahr 2000 nahm sie Tanzunterricht beim Choreographen Detlef Soost. Im Alter von 17 Jahren wurde sie vom Produzenten Lou Pearlman entdeckt und später gefördert. Mit 18 unterschrieb sie einen neuen Plattenvertrag. Es folgt die Single First Kiss. Der Songtext stammt aus der Feder von Guy Roche, die Choreographie zum dazugehörigen Video entstand in Zusammenarbeit mit Soost. Der Einstieg in die deutschen Charts gelang ihr mit dem Platz 62. Aktuell hat sie einen Künstlervertrag beim Independent-Label Revilo Records unter dem Produzenten Oliver Kels. Die Sängerin trat im Vorprogramm der deutschlandweiten DJ BoBo Pirates of Dance Tour 2005 auf.
Des Weiteren betätigt sie sich als Model, unter anderem bei der Mercedes-Benz Fashion Week. Nach der Schule wurde sie 1999 sowohl in Deutschland als auch in Portugal zur „Miss Portugal in Deutschland“ gekürt. Zudem erhielt sie den Titel der „Cyber Miss“. Es folgten Fernsehauftritte unter anderem bei The Dome auf RTL II, bei den IBIZA Summerhits und Top of the Pops. Dieses Engagement brachte da Silva im Februar 2004 auf die Titelseite des Männermagazins Playboy. Dieses titulierte sie als „Deutschlands schönster Popstar“. Im November 2006 zierte sie die Titelseite der Männerzeitschrift MAXIM. Sie war zudem Werbeträgerin des Energydrinkherstellers RUSHH Europe AG. Auf Vorschlag ihrer Plattenfirma wurde sie Werbestar in der RTL2-Werbung Be a Star!
Ihr schauspielerisches Debüt feierte sie im November 2005 in der ARD-Soap Verbotene Liebe in der Rolle der Melanie Grün. Im Juni 2006 war sie zu Gast bei Stefan Raabs TV total. Im Januar 2007 erhielt sie eine eigene Fernsehsendung namens „R’n’B Club Show“. Die seit 2001 in Köln lebende da Silva nahm im Januar 2009 als Gastgeberin in der Koch-Dokumentation Das perfekte Promi-Dinner des privaten Fernsehsenders VOX teil.
Im März 2012 nahm da Silva an der Doku-Show Die Entertainer – Auf ins Rampenlicht! des Fernsehsenders Super RTL teil. In der Sendung trat sie als Mentorin auf, die ihren unerfahrenen Schützling an das Showgeschäft heranführt.

## Diskografie

### Singles
- 2001: Enjoy Your Life (13. August 2001, Berlin/Sony)
- 2002: First Kiss (4. März 2002, Berlin/Sony)
- 2002: Shoeshine Boy (2. Dezember 2002, Polydor/Universal)
- 2006: No More You (16. Juni 2006)

### Singles (als Gast)
- 2009: Say the Word (Richard Grey vs. Erick Morillo feat. Maboo & Nicole Da Silva) (2009, Subliminal)

## Filmografie

### Rollen
- 2005: Verbotene Liebe

### Fernsehauftritte
- 1999: The Dome
- 1999: Ibiza Summerhits
- 1999: Top of the Pops
- 2006: TV total
- 2007: R'n'B Club Show
- 2009: Das perfekte Promi-Dinner
- 2012: Die Entertainer – Auf ins Rampenlicht!